# Bactrodesmium betulicola
Bactrodesmium betulicola är en svampart som beskrevs av M.B. Ellis 1959. Bactrodesmium betulicola ingår i släktet Bactrodesmium, klassen Dothideomycetes, divisionen sporsäcksvampar och riket svampar.   Inga underarter finns listade i Catalogue of Life.